# Oráculo manual y arte de prudencia
Oráculo manual y arte de prudencia (1647) es una obra literaria perteneciente a la prosa didáctica de Baltasar Gracián en la que, a lo largo de trescientos aforismos comentados, se ofrece un conjunto de normas para triunfar en una sociedad compleja y en crisis, como lo era la del barroco, contemporánea a nuestro autor.
Este “arte de prudencia” escrito por Gracián ha tenido vigencia en la actualidad, como lo demuestra el hecho de que una versión al inglés, titulada The Art of Worldly Wisdom: A Pocket Oracle llegó a vender más de cincuenta mil ejemplares en el ámbito anglosajón, presentado como un manual de autoayuda para ejecutivos.
El Oráculo manual, como otros de los tratados gracianos, aconseja al hombre para llegar a ser sagaz, inteligente, y prudente. Con esta obra Gracián resume de modo sintético muchos de los preceptos de sus anteriores obras dedicadas a la filosofía moral.

## Características de la obra
La obra fue publicada en Huesca, en 1647, con el equívoco subtítulo de “sacada de los aforismos de Lorenzo Gracián” (seudónimo que utilizaba para evitar la censura previa del Colegio de los jesuitas). Pero esto ha hecho pensar a una parte de la crítica que el libro sería una mera recopilación de aforismos de anteriores obras suyas. Sin embargo, un exhaustivo cotejo demuestra que el porcentaje de aforismos tomados de El Héroe, El Político o El Discreto no llega al 25%. El hecho de glosar algunos aforismos sacados de sus propias obras, era un proceder reservado a los clásicos de la antigüedad, o al menos a autores de reconocido prestigio, por lo general ya fallecidos. Realizar en parte una antología de citas suyas indica que Gracián se eleva al rango de los autores que formaban el canon literario de la época. La portada del libro reza que este lo publicaba don Vincencio Juan de Lastanosa, (“Publicala don Vincencio Juan de Lastanosa”) y dado que, como hemos dicho, se pensaba en que el tratado conformaba una supuesta antología, se ha pensado si no habría sido el mecenas oscense el compilador de este conjunto de aforismos. Actualmente queda fuera de toda duda que Baltasar Gracián fue el único responsable de esta obra.

Ni al justo leyes, ni al sabio cosejos; pero ninguno supo bastantemente para sí. Una cosa me has de perdonar y otra agradecer. El llamar Oráculo a este epítome de aciertos del vivir, pues lo es en lo sentencioso y lo conciso. El ofrecerte de un rasgo todos los doce gracianes, tan estimado cada uno que el Discreto apenas se vio en España cuando se logró en Francia, traducido en su lengua, e impreso en su Corte. Sirva este de memorial a la razón en el banquete de sus sabios, en que registre los platos prudenciales que se le irán sirviendo en las demás obras, para distribuir el gusto genialmente.

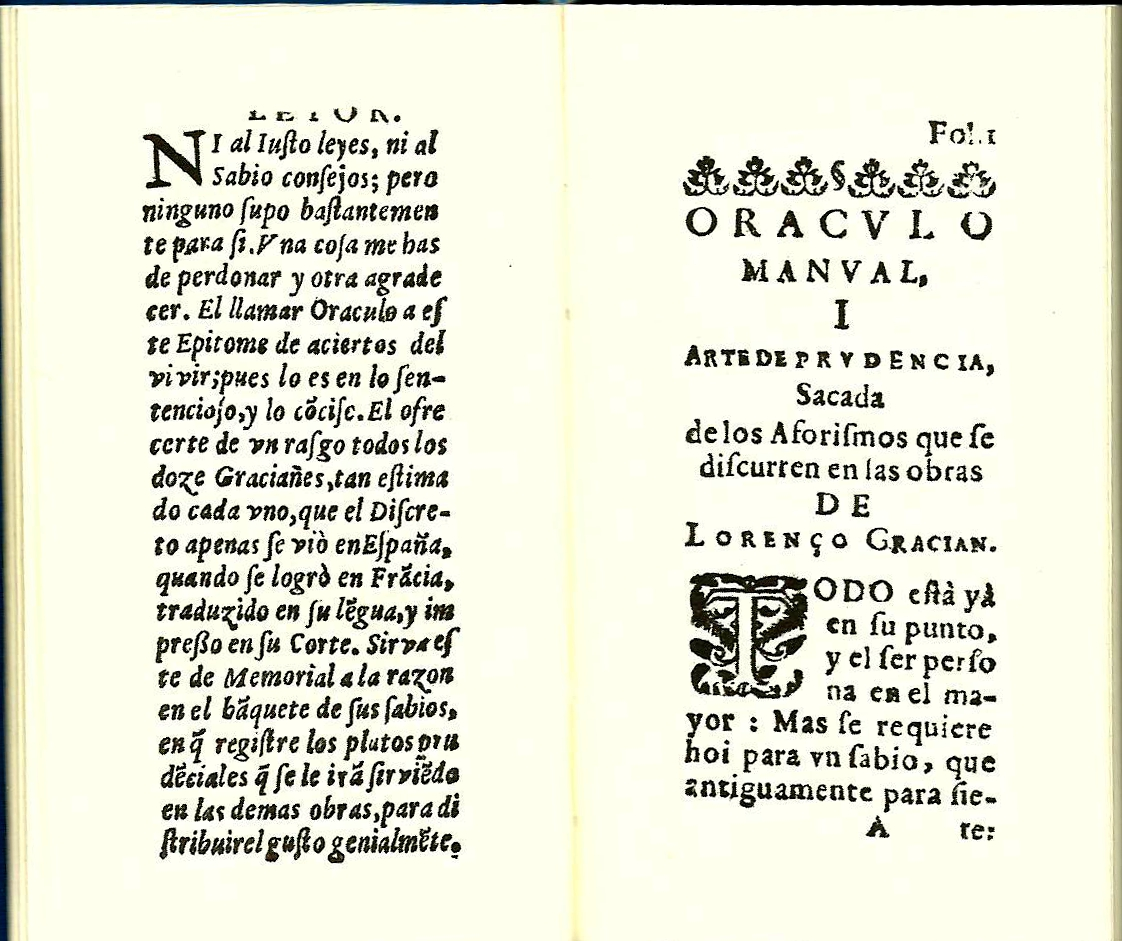
Prólogo y comienzo del texto la edición princeps del Oráculo manual.... El prólogo reza:Ni al justo leyes, ni al sabio cosejos; pero ninguno supo bastantemente para sí. Una cosa me has de perdonar y otra agradecer. El llamar Oráculo a este epítome de aciertos del vivir, pues lo es en lo sentencioso y lo conciso. El ofrecerte de un rasgo todos los doce gracianes, tan estimado cada uno que el Discreto apenas se vio en España cuando se logró en Francia, traducido en su lengua, e impreso en su Corte. Sirva este de memorial a la razón en el banquete de sus sabios, en que registre los platos prudenciales que se le irán sirviendo en las demás obras, para distribuir el gusto genialmente.

El sintagma bimembre «oráculo manual y arte de prudencia», funciona como antítesis, pues Oráculo tiene un sentido de secreto emanado de la divinidad, y este término adjetiva manual, esto es, lo que cabe en la mano, para un uso práctico y portátil. En cuanto a la segunda parte del título, la palabra arte significa desde fines de la Edad Media “reglas y preceptos para hacer rectamente las cosas”, como recoge el Diccionario de Autoridades. Pero se le opone la prudencia, que no admite reglas ciertas y universales para la conducta del hombre. De todos modos, queda claro que se trata de un libro de consejos y reglas para conducirse, que parte de la tradición “espejos de príncipes”, solo que ahora se dirige a toda persona. Este arte de prudencia se convierte así en norma de conducta para obtener el triunfo en la vida cotidiana. 
No menos novedosa es la forma del Oráculo, puesto que se prescinde de la argumentación y la ejemplificación con casos históricos que habían sido habituales en los tratados similares al del aragonés. Se abandona de este modo el argumento de autoridad avalado por la historia. La observación del mundo y la aplicación de estos consejos en la práctica, son ahora los garantes de la utilidad de este conjunto de normas y consejos para ser prudente de aplicación universal y contrastadas por el uso empírico. 
El Oráculo no sólo ha interesado a aficionados a la literatura. Se han interesado por él pensadores y filósofos que vivieron desde las fechas de su publicación hasta la actualidad. Sobre todo, el interés que a esta obrita le dedicó Arthur Schopenhauer, le llevó incluso a aprender español para así traducirlo al alemán. Hasta no hace mucho, era la versión de Schopenhauer la más difundida en esta lengua.
El arte de prudencia de Gracián no presenta una estructura definida, aunque sí pueden percibirse claramente unas constantes que permiten diseñar, a través de los trescientos aforismos que lo componen, un sistema de pensamiento estratégicamente definido incluso en sus contradicciones. Muchos de ellos llevan por lema «Saber + infinitivo», perífrasis verbal que indica que estamos ante normas de comportamiento que nos puedan llevar al éxito. Así: «saber hacerse a todos» (aforismo 77), «saber declinar a otro los males» (149), «saber vender sus cosas» (150), «saber sufrir (=soportar) necios» (159), «saber pedir» (235), «saber un poco más y vivir un poco menos» (247) o «saber olvidar» (262), serían ejemplos de aprendizajes necesarios para conducirse adecuadamente en una sociedad compleja y cambiante. Se trata, en definitiva, de una suerte de mercadotecnia del siglo XVII, de un saber práctico. También en la glosa de los aforismos, donde se explica con más precisión en qué consiste cada uno de esos conocimientos, se dan indicaciones sobre la inutilidad del saber que no tiene aplicación práctica, pues todo conocimiento, para Gracián, debe estar orientado a «saber vivir», ciencia que en la época se denominaba «Moral Filosofía». La inteligencia consiste en Gracián en saber salir airoso de cualquier situación, así dirá: «no se vive si no se sabe» (15 y 247), «hasta el saber ha de ser al uso» (120) o «Algunos comienzan a saber por lo que menos importa y los estudios de crédito y utilidad dejan para cuando se les acaba el vivir» (249). Un buen ejemplo de esto es el aforismo 232: 

Los muy sabios son fáciles de engañar, porque aunque saben lo extraordinario, ignoran lo ordinario del vivir, que es más preciso. [...] ¿De qué sirve el saber si no es práctico? Y el saber vivir es hoy el verdadero saber.
Gracián, Oráculo, 232.

## Ediciones

#### Ediciónprinceps
- ORÁCULO/ MANUAL,/ Y/ ARTE DE PRUDENCIA./ SACADA/ DE LOS AFORISMOS/ QUE SE DISCURREN/ En las obras de/ LORENÇO GRACIÁN./ PUBLICALA/ D. VINCENCIO/ IVAN DE LASTANOSA,/ I la dedica/ Al Excelentíssimo Señor/ D. LUIS MÉNDEZ/ DE HARO,/ CONDE DUQUE. /Con licencia: Impresso en/ Huesca, por Iuan No-/gues. Año 1647.

#### Ediciones modernas
- Oráculo manual y arte de prudencia,  edición crítica y estudio preliminar de Miguel Romera-Navarro, Madrid, CSIC, 1954  (RFE, Anejo LXII), xxxix+656pp. (reed. 200312) ISBN 8400081803
- Oráculo manual y arte de prudencia, estudio introductorio y reorganización de aforismos de Benito Pelegrín, Zaragoza, Guara, 1983. ISBN 8485303946
- Oráculo manual y arte de prudencia, edición, introducción, y bibliografía de Emilio Blanco, Madrid, Ediciones Cátedra (Letras Hispánicas, 395), 1995, 262 pp. ISBN 8437613493
- Oráculo manual y arte de prudencia, edición facsímil de la primera edición, prólogo de Aurora Egido, Zaragoza, Diputación General de Aragón-Institución Fernando el Católico, 2001. ISBN 8478203427
- El arte de prudencia, edición adaptada de carácter divulgativo y prólogo de Emilio Blanco, Barcelona, Ariel (Quintaesencia, 1), 2012. ISBN 978-84-344-0096-2